# Eleccions parlamentàries finlandeses de 1995
Les eleccions parlamentàries finlandeses del 1995 es van celebrar el 19 de març de 1995. El partit més votat fou el socialdemòcrata i el seu cap Paavo Lipponen fou nomenat primer ministre de Finlàndia amb un govern de coalició.

## Resultats
|                                  |                                       |           |        |          |     |  |
| Partit                           | Partit                                | Vots      | %      | Escons   | +/– |  |
|                                  | Partit Socialdemòcrata                | 785,637   | 28.25  | 63 / 200 | 15  |  |
|                                  | Partit del Centre                     | 552,003   | 19.85  | 44 / 200 | 11  |  |
|                                  | Partit de la Coalició Nacional        | 497,624   | 17.89  | 39 / 200 | 1   |  |
|                                  | Aliança d'Esquerra                    | 310,340   | 11.16  | 22 / 200 | 3   |  |
|                                  | Lliga Verda                           | 181,198   | 6.52   | 9 / 200  | 1   |  |
|                                  | Partit Popular Suec                   | 142,874   | 5.14   | 11 / 200 | =   |  |
|                                  | Lliga Cristiana                       | 82,311    | 2.96   | 7 / 200  | 1   |  |
|                                  | Joves Finlandesos                     | 78,066    | 2.81   | 2 / 200  | Nou |  |
|                                  | Partit Rural Finlandès                | 36,185    | 1.30   | 1 / 200  | 6   |  |
|                                  | Aliança per a la Finlàndia Lliure     | 28,067    | 1.01   | 0 / 200  | Nou |  |
|                                  | Partit Popular Liberal                | 16,247    | 0.58   | 0 / 200  | 1   |  |
|                                  | Partit de les Dones                   | 7,919     | 0.28   | 0 / 200  | =   |  |
|                                  | Partit Ecològic dels Verds            | 7,865     | 0.28   | 0 / 200  | =   |  |
|                                  | Partit de la Llei Natural             | 6,819     | 0.25   | 0 / 200  | Nou |  |
|                                  | Liberals per Åland                    | 6,038     | 0.22   | 1 / 200  | =   |  |
|                                  | Pensionistes per al Poble             | 5,124     | 0.18   | 0 / 200  | =   |  |
|                                  | Partit Comunista dels Treballadors    | 4,784     | 0.17   | 0 / 200  | =   |  |
|                                  | Partit dels Pensionistes              | 3,974     | 0.14   | 0 / 200  | =   |  |
|                                  | Borgerlig samlingslista (C-FS-ObS)    | 2,958     | 0.11   | 0 / 200  | Nou |  |
|                                  | Partit de la Responsabilitat Conjunta | 1,706     | 0.06   | 0 / 200  | =   |  |
|                                  | Socialdemòcrates d'Åland              | 909       | 0.03   | 0 / 200  | Nou |  |
|                                  | Altres                                | 22,273    | 0.80   | 0 / 200  | =   |  |
| Total                            | Total                                 | 2,780,921 | 100    | 200      | =   |  |
|                                  |                                       |           |        |          |     |  |
| Vots vàlids                      | Vots vàlids                           | 2,780,921 | 99.19  |          |     |  |
| Invàlids / en blanc              | Invàlids / en blanc                   | 22,681    | 0.81   |          |     |  |
| Vots totals                      | Vots totals                           | 2,803,602 | 100.00 |          |     |  |
| Votants Registrats               | Votants Registrats                    | 4,088,358 | 68.58  |          |     |  |
| Font: Estadístiques de Finlàndia |                                       |           |        |          |     |  |